# Tegak
Tegak is een bestuurslaag in het regentschap Klungkung van de provincie Bali, Indonesië. Tegak telt 3122 inwoners (volkstelling 2010).